# Шпрунг, Николай Васильевич
Николай Васильевич Шпрунг — советский хозяйственный, государственный и политический деятель, Герой Социалистического Труда.

## Биография
Родился в 1906 году в селе Лугавское Енисейской губернии (ныне Красноярского края). Член ВКП(б).
С 1921 года — на хозяйственной, общественной и политической работе. В 1921—1962 гг. — батрак у кулаков, секретарь комсомольской ячейки, секретарь Бейского райисполкома, председатель Боготольского, Ачинского городских Советов, первый секретарь Минусинского районного комитета ВКП(б) Красноярского края.
Указом Президиума Верховного Совета СССР от 7 января 1948 года присвоено звание Героя Социалистического Труда с вручением ордена Ленина и золотой медали «Серп и Молот».
Избирался депутатом Верховного Совета РСФСР 4-го созыва.
Умер в 1996 году.